# Lago Lankower
El lago Lankower (en alemán: Lankowersee) es un lago situado en el distrito de Mecklemburgo Noroccidental, en el estado de Mecklemburgo-Pomerania Occidental (Alemania), a una altitud de 42.5 metros; tiene un área de 91.6 hectáreas.